# Brachetto d’Acqui

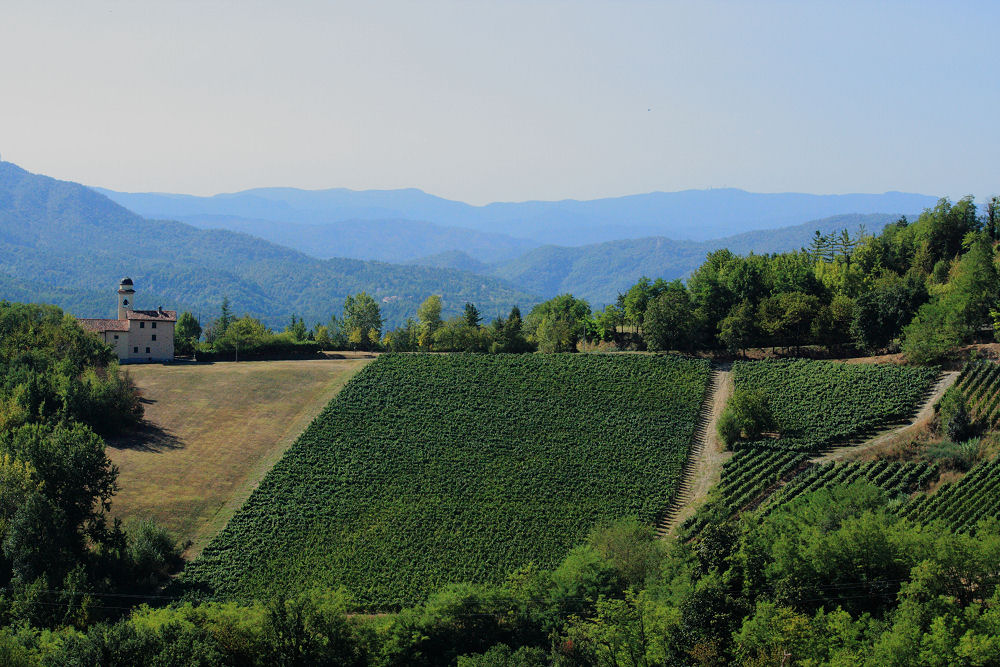
Rebflächen im Anbaugebiet des Brachetto d’Acqui.

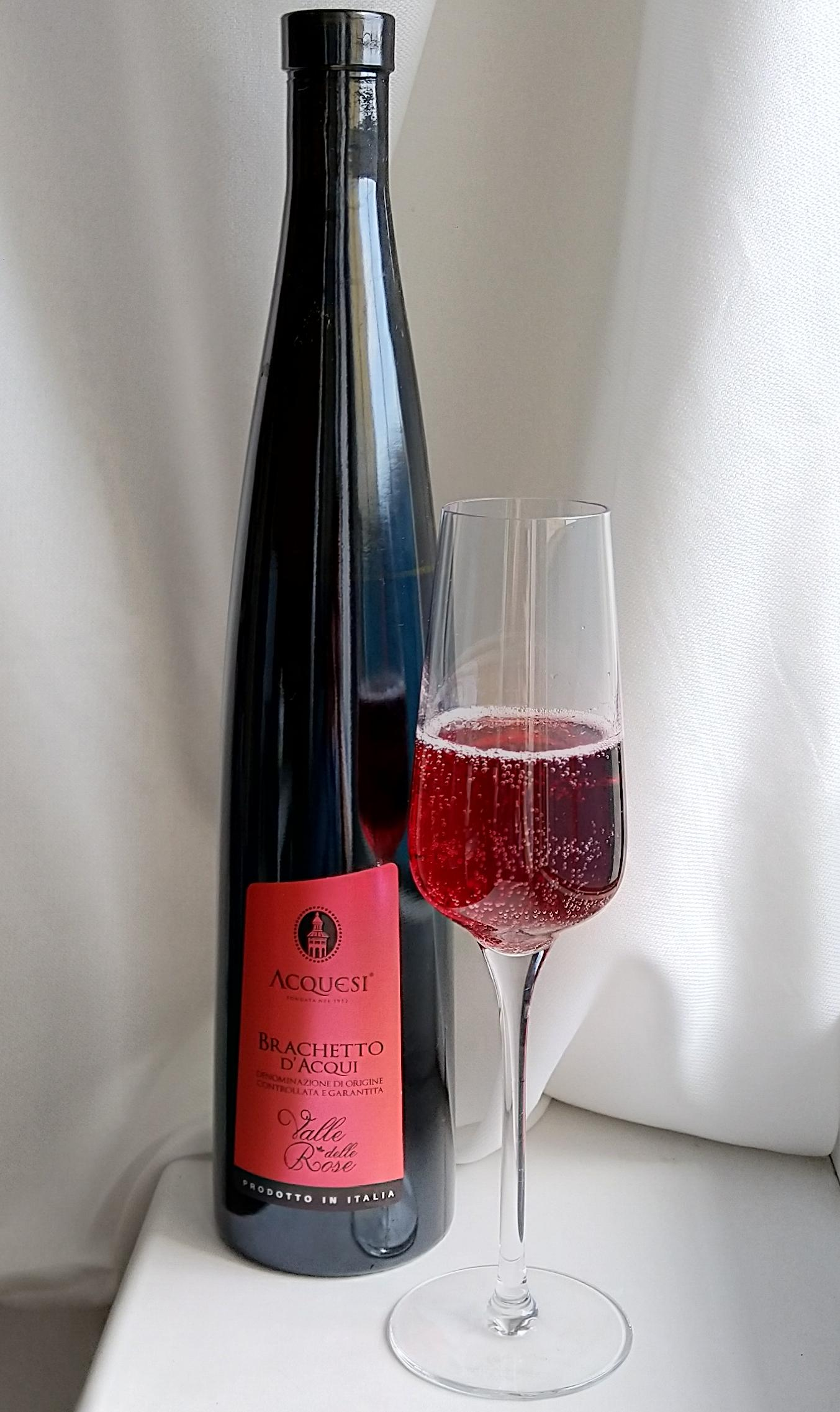
Brachetto d’Acqui

Brachetto d’Acqui oder einfach Acqui ist ein lieblicher, italienischer Rotwein aus den Provinzen Alessandria und Asti, Piemont, der 1996 den DOCG-Status erhalten hat. Es gibt ihn als Stillwein, kräftig perlend (Spumante) oder als Dessertwein (Passito).

## Anbaugebiet
Die Hauptgemeinden der DOCG-Zone (seit dem 24. April 1996, aktualisiert am 9. Juli 2014) sind Nizza Monferrato und Acqui Terme.
Etliche Winzer, meist im Nebenerwerb, teilen sich diese Anbaufläche in den Gemeinden
- der Provinz Asti: Vesime, Cessole, Loazzolo, Bubbio, Monastero Bormida, Rocchetta Palafea, Montabone, Fontanile, Mombaruzzo, Maranzana, Quaranti, Castel Boglione, Castel Rocchero, Sessame, Castelletto Molina, Calamandrana, Cassinasco sowie
- in der Provinz Alessandria: Acqui Terme, Terzo, Bistagno, Alice Bel Colle, Strevi, Ricaldone, Cassine und Visone.

Im Jahr 2019 wurden von 403 ha Rebfläche 22.593 Hektoliter DOCG-Wein produziert.

## Produktionsvorschriften
Der Wein wird zu 97–100 % aus der Rebsorte Brachetto gekeltert. Ein Zumischen von anderen Rebsorten, die für die Region Piemont zugelassen sind, ist von 0–3 % erlaubt. Der Wein darf erst ab dem 1. Oktober des auf das Erntejahr folgenden Jahres verkauft werden. Er ist nach dem Kauf zum baldigen Genuss gedacht. Nur dann behält er seine Frische und leicht prickelnde Struktur. Getrunken wird der Wein bei 8–10 °C.

## Beschreibung
- Farbe: rubinrot von mittlerer Intensität mit Tendenz zu leichtem granatrot oder rosa[1]
- Geruch: Moschusaroma, sehr fein, charakteristisch
- Geschmack: süß, weich, zart
- Potentieller Alkoholgehalt: 11,50 Volumenprozent, davon mindestens 5,00 % Alkoholgehalt (die Differenz zeigt den Grad an Restsüße an).
- Gesamtsäure: mind. 5 g/l
- Trockenextraktgehalt: mind. 18 g/l